# بنجر (جاوة الغربية)
بنجر هي مدينة صغيرة مستقلة (ليس عليها وصاية)، تقع في شرق جاوة الغربية، إندونيسيا، على الحدود بين جاوة الغربية و جاوة الوسطى. يقدر عدد سكانها بـ 175,910 نسمة ومساحتها 113.59 كم2